# 99 Noches en el Bosque
99 Noches en el Bosque (en inglés: 99 Nights in the Forest) es un videojuego de terror y supervivencia publicado en Roblox. Fue creado por Grandma's Favourite Games, una comunidad desarrolladora de videojuegos dentro de Roblox.  

## Gameplay

### Gameplay
El objetivo del juego es aguantar vivo en un bosque todos los días que puedas
Es un videojuego que pueden jugar de 1 a 5 jugadores. Los jugadores aparecen en un bosque, tienen que recolectar recursos (cómo madera o comida) y objetos que podrán ayudar a la recolección de recursos o para hacer objetos y construcciones. 
Los usuarios deberán salvar a cuatro niños, los cuáles fueron secuestrados por un ciervo.  Los niños estarán secuestrados en lugares de tierra altos, y estarán resguardados por lobos dentro del juego y cuando los rescates te ayudarán a que los días pasen más rápido. 
También existen clases dentro del juego, qué te otorgan, recursos iniciales, cómo linternas, y recursos para comer. 

### Historia real
El juego se basa en hechos reales, se inspira en la historia de los cuatro niños desaparecidos en la Selva de la Amazonía.  